# Strangalia melanura

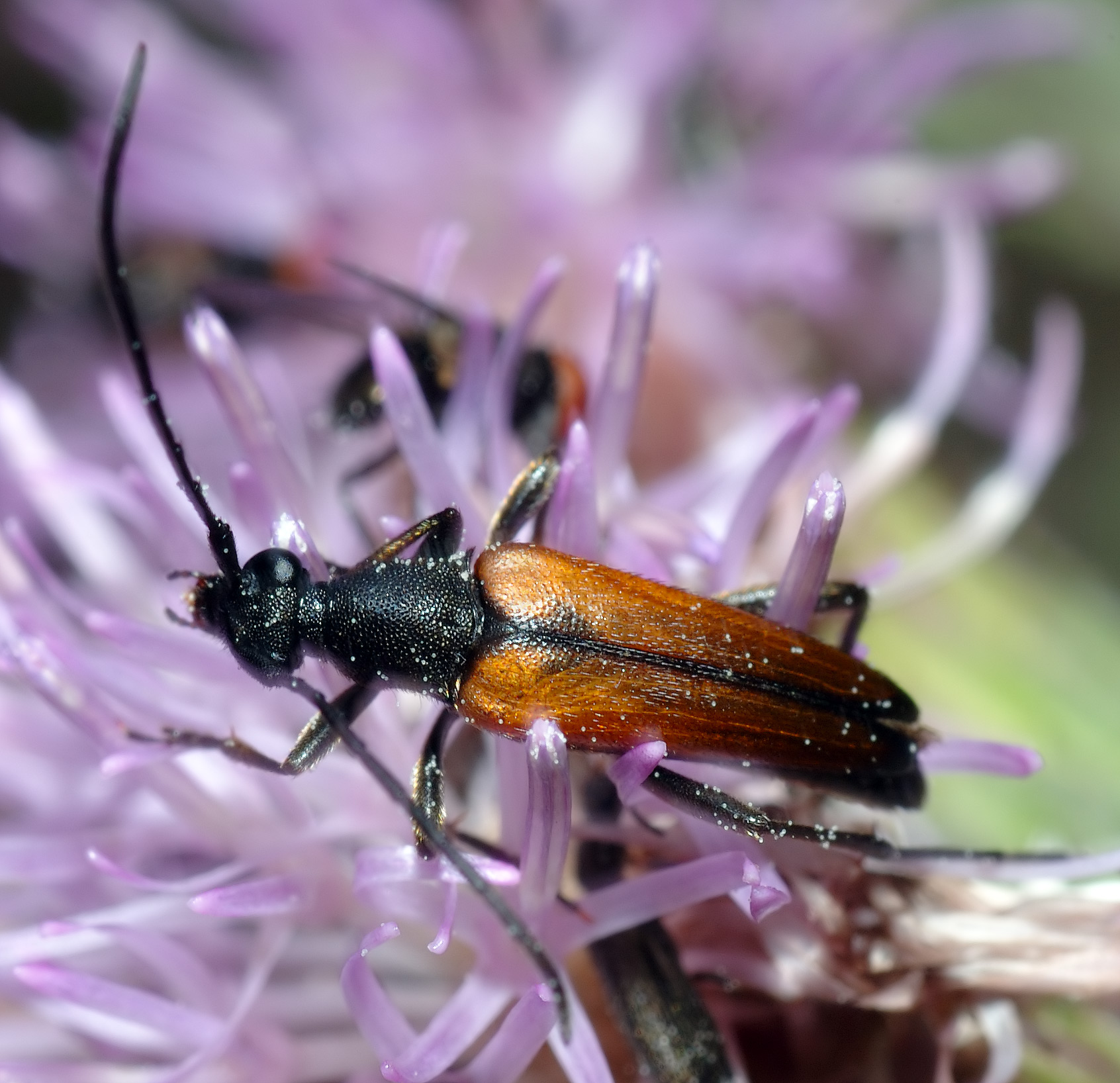
Esta imagen muestra un escarabajo longicornio (Strangalia melanura) de 9,3 mm de largo. Gracias a Der Meister y Olei por identificarlo.

Strangalia melanura es una especie de escarabajo longicornio del género Strangalia, categorizada en la tribu Lepturini, de la subfamilia Lepturinae. Fue descrita por Redtenbacher en 1868.

## Descripción
Mide 9,5-15,3 mm de longitud.

## Distribución
Se distribuye por Argentina, Brasil y Uruguay.